# Nagadeba ianthina
Nagadeba ianthina là một loài bướm đêm trong họ Noctuidae.